# Société d'études des Hautes-Alpes
 (février 2012).
Si vous disposez d'ouvrages ou d'articles de référence ou si vous connaissez des sites web de qualité traitant du thème abordé ici, merci de compléter l'article en donnant les références utiles à sa vérifiabilité et en les liant à la section « Notes et références ».
La Société d'études des Hautes-Alpes est une société savante fondée en 1881. Elle a son siège à Gap, chef-lieu du département français des Hautes-Alpes, en région Provence-Alpes-Côte d'Azur.

## Historique
Fondée en 1881, la Société d'études des Hautes-Alpes s'est attachée à la sauvegarde des témoignages archéologiques, monumentaux et artistiques du département des Hautes-Alpes. François Arnaud, Pierre Arnaud et Charles-François de Ladoucette sont membres fondateurs de cette société savante. En ont notamment été les présidents : Georges de Manteyer et Émile Escallier.
Cette société savante publie le Bulletin de la Société d'étude des Hautes-Alpes (parfois abrégé en Bull. Soc. étud. Ht.-Alpes) depuis 1882, — entre 1957 et 1963, le titre de ce bulletin a été Bulletin de la Société d'études historiques, scientifiques et littéraires des Hautes-Alpes. De ce fait, la Société possède depuis plus d’un siècle de recherches, une collection de Bulletins ; celle-ci est accessible sous forme numérisée à la Bibliothèque nationale de France — et, de ce fait, accessible sur le site Internet Gallica — et consultable à la bibliothèque de l’association. Sur la longue période depuis sa création jusqu'à aujourd'hui, le Bulletin a comporté des articles historiques, économiques, scientifiques et littéraires sur le département.
La Société d'études des Hautes-Alpes est membre de la Fédération historique de Provence.

## Objectifs de la société
La Société d'études des Hautes-Alpes a été déclarée d’utilité publique depuis 1960. Elle publie un bulletin annuel. 
Elle a pour but de favoriser les recherches et leur publication dans les domaines de l'histoire, le patrimoine, la géographie, l'archéologie, l'économie la littérature et les sciences de la nature, relatives au département des Hautes-Alpes.

## Actions de la société
- La Société organise des visites, excursions, conférences pour développer la connaissance des Hautes-Alpes[1].

- Elle publie également des articles et des ouvrages[1].

- Elle est à l'origine de :
  - la constitution des collections du Musée Muséum départemental des Hautes-Alpes à Gap ;
  - la restauration du château de Tallard ;
  - la restauration de l’abbaye Notre-Dame de Boscodon ;
  - de l’enrichissement de la bibliothèque des archives départementales des Hautes-Alpes.

La Société s'intéresse à la littérature, la langue régionale, ainsi qu'aux sciences de la nature.